# Cordyceps kirkii
Cordyceps kirkii är en svampart som beskrevs av G. Cunn. 1922. Cordyceps kirkii ingår i släktet Cordyceps och familjen Cordycipitaceae.   Inga underarter finns listade i Catalogue of Life.